# 劉紀 (景泰進士)
劉紀（1419年—1478年），字理之，四川重慶府涪州人，民籍，治《書經》。

## 生平
六月三十日生，行三，由國子生中式四川鄉試第三名舉人，會試中式第六十九名。年三十三歲中式景泰二年辛未科第三甲第四十名進士。

## 家族
曾祖劉法祖；祖劉思義；父劉澄；母吳氏。永感下，妻冷氏 ，兄本；綱。